# Outrage
OUTRAGE（アウトレイジ）は、日本のスラッシュメタル・バンド。1982年に愛知県名古屋市で結成、1987年にデビューした。デビュー時から使われているバンドロゴは、メンバーと交友があるG.B.H.と同じタイプである。

## バンドメンバー

### 現在のメンバー
- 橋本直樹（ボーカル、1986年 - 1998年、2008年 - ）
- 阿部洋介（ギター、橋本直樹脱退期間はボーカルを兼任）
- 安井義博（ベース、橋本直樹脱退期間はボーカルを兼任）
- 丹下眞也[1][2][3]（ドラム）

橋本以外の3名はCause For Pauseとしてライヴ活動を行うことがある（ボーカルは安井が兼任）。

### 過去に在籍していたメンバー
- 伊藤千豊（ボーカル、1982年 - 1986年）
- 丹羽功二（ギター、1983年 - 1985年）現在[いつ?]は写真家として活動している[4]。

## 来歴

### メジャーデビュー以前
1982年
- 名古屋の中学生ら4人によって結成される。結成時のメンバーは伊藤千豊（Vo）阿部洋介（g）安井義博（b）丹下眞也（Dr）の4人でタンクやレイヴン等のNWOBHM系バンドのコピーからスタートしていた。

1983年
- オリジナル曲を作り始め、ライブ活動を行う。またこの頃1年半程、阿部と丹羽のツイン・ギター編成だった時期がある。

1985年
- 阿部が2月より半年間渡米したため活動停止となる。阿部復帰後、初のデモ・テープを製作する。

1986年
- ボーカルの伊藤が脱退。オーディションを繰り返しながらオリジナル曲を増やしていき、同年10月には橋本直樹をボーカリストとして迎える。

1987年
- 4月15日、ミニアルバム「Outrage」を自主レーベル「Pile Driver Records」より3,000枚限定でリリース。このアルバムをきっかけに名古屋だけでなく東京にも活動の場を広げて行く。
- 7月、ロッキンf主催のイベント「New Age Attack」（2日目）でDEAD END、REACTION、PRESENCEと共演。

### メジャーデビュー
1988年
- マネージメント契約をマリオネットミュージック（音楽評論家の伊藤政則の事務所）、レコーディング契約をポリドール洋楽部と結ぶ。
- 4月25日、1stアルバム「Black Clouds」でメジャー・デビュー。

1989年
- 4月7日、2ndアルバム「Blind To Reality」をリリース。

1990年
- 6月、アメリカのスラッシュメタルバンドニュークリア・アソルトの初来日公演の前座を務める。
- 9月10日、3rdアルバム「The Great Blue」をリリース。

1991年
- 4月にG.B.H.の前座を務めた後、日本のスラッシュメタルバンドのイベント「METALIZATION」に出演する。
- 6月よりドイツ・ケルン郊外の「Dark Studio」にて、元アクセプトのステファン・カウフマン（英語版）をプロデューサーに迎え、バンド初の海外レコーディングを行う。
- 10月25日、4thアルバム「The final Day」をリリース。このアルバムは日本国内のみならず、ドイツ、イタリア、ギリシャ、マレーシア等の海外でもリリースされた。
- ステファン・カウフマンにより1st-3rdアルバムがリミックスされ12月25日にリリースされた。また、その3枚のリミックス盤購入特典としてダムド、ラモーンズ等のカヴァーが収録された3曲入り8cmCD「Love Song」がプレゼントされた。

1992年
- 7月、パンテラの初来日ツアーに同行。

1993年
- 3月にポリドールからMMG（East West Japan、後に合併してワーナーミュージック・ジャパン）に移籍。
- 5月にアメリカ、ペンシルベニア州フィラデルフィアのKajam Studioにてプロデューサーにジョー・アレキサンダーを迎えレコーディングを行う。
- 9月25日、5thアルバム「Spit」をリリース。

1995年
- アメリカ、カリフォルニア州ロサンゼルスのScream Studioにて、プロデューサーにマイケル・ワグナー（英語版）を迎えレコーディングを行い、6月25日に6thアルバム「Life Until Deaf」をリリース。このアルバムには事務所社長である伊藤政則とBURRN!編集部の前田岳彦がコーラスで参加している。
- 12月10日、ポリドール時代のベスト盤「Days Of Rage 1986-1991」をリリース。

1996年
- 4月にヴォーカルの橋本が頚椎を損傷する重傷を負う。その後リハビリにより回復したが、それまでの間活動休止を余儀なくされた。
- 10月より、テネシー州ナッシュビル郊外のWire World Studioにて再びマイケル・ワグナーをプロデューサーに迎え、レコーディングを行う。

1997年
- 1月25日、7thアルバム「Who We Are」リリース。来日したCorrosion of Conformity（C.O.C.）のツアーに同行。
- 7月10日、ライブ音源と廃盤になっていたミニアルバム「Outrage」をCD化したものとの2枚組にまとめた「It's Packed!!」をデビュー10周年企画盤としてリリース。

### インディーズ移行
1999年
- バンドの意向によりインディーズに活動の場を移し、ミニアルバム「Painted Black」の製作を行うが完成後の9月、ヴォーカリストの橋本が脱退を表明。ミニアルバムはお蔵入りとなった。橋本の脱退後、予定されていたテスタメントのサポートはUNITEDが代役を務め、その他のライブはMuscle Doggy Groovesの梅北要、Casbahの羽鳥恭充、及び友人等をゲストヴォーカルに迎えて行った。

2001年
- ヴォーカリストのオーディションを繰り返した末、橋本の代替メンバーを加入させる事は諦め、安井、阿部がヴォーカルを兼任することを決定。後に自身のレーベル30 min. Recordsを立ち上げる（代表は丹下眞也）。
- 6月25日、ミニアルバム「Volume One」をリリース。

2002年
- イスラエルのハードロックバンド「ジェリコ」が1970年代に発表した「エチオピア」のカバーを含む4曲入りミニアルバム「Play Loud EP」を2月25日にリリース。
- 8thアルバム「24-7」を7月25日にリリース。

### メジャー復帰
2003年
- 未発表音源（ライヴを含む）を中心にした20周年記念盤「Nagoya Noise Pollution Orchestra」と「Live & Rare Vol.1」を7月25日にリリース。
- 11月にビクターエンタテインメントとレコーディング契約を結び、12月にアメリカ、カリフォルニア州Joshua TreeにあるRancho De La Luna（英語版）にてニューアルバムのレコーディングを行う。

2004年
- 2月21日ニューアルバムからの先行シングル「Deadbeat」をリリース。
- 4月21日、9thアルバム「Cause For Pause」をリリース。

### 橋本復帰から現在
2007年
- デビュー20周年を機に過去にメジャーレーベルでリリースしたアルバムをデジタルリマスター盤として再発。
- DVD「THE CURTAIN OF HISTORY OLD WHORES AND ENCORES」と「Live & Rare Vol.2」を8月24日に発売。
- 同年より橋本が一時的に復帰し、再び4人でライブツアーを行う。9月2日にはCLUB CITTA'でデビュー20周年記念ライブを行った。前座には当時の事務所の先輩でもあったANTHEMが変則的なメンバーで出演した[注釈 1]。翌月にはLOUD PARK07で共演した。

2008年
- 2月8日、オフィシャルサイトにて橋本直樹が正式にバンドに復帰することが発表される。27日には、上記のCLUB CITTA'ライブと2007年11月に行われたSHIBUYA BOXXでのライブを収録した「The Years of Rage」を完全限定版DVD·CDセットとして発売。
- 3月には「AWAKENING 2008」と題されたSHIBUYA BOXX3日間公演を行い、1日目は「THE FINAL DAY」完全再現、2日目は「LIFE UNTIL DEAF」完全再現、3日目はリクエスト・ライヴというユニークな公演が行われた。後にライブ・アルバム「AWAKENING 2008」を完全限定版として発売。
- 8月、韓国・東豆川市にて開催の「東豆川ロックフェスティバル 08」に出演。

2009年
- スウェーデン・ヨーテボリのスタジオ・フレッドマンにてレコーディング開始。プロデューサーは、スタジオのオーナーであるフレドリック・ノルドストローム。
- 10月17日、LOUD PARK 09に出演。
- 11月25日、橋本直樹復帰後の10thアルバム「OUTRAGE」をリリース[5]。今作より初めてiTunes Music Store等、デジタル版での発売も行った。

2010年
- 1～5月にライブツアー「JAPAN TOUR 2010 "RISE"」全10公演を敢行。
- 3月、長年の音楽活動・地域における文化活動の功績に対して、愛知県芸術文化選奨の文化賞を受賞。
- 12月～2011年1月に、バンドのドキュメンタリー映画『シャイン・オン -トラベローグ・オブ・アウトレイジ-』が公開[6][7]。12月15日には映画のサントラ盤として『LIVE! - RISE AND SHINE』を発売。

2011年
- 3月9日、ドキュメンタリー映画とJAPAN TOUR 2010 "RISE"を収めたDVD『SHINE ON TRAVELOGUE OF OUTRAGE』をリリース。

2012年
- 10月27日のLOUD PARK 12に出演。

2013年
- 6月5日、11thアルバム「OUTRAGED」をリリース[8]。8日からは全7公演の「Japan Tour 2013」を開催。東京公演では格闘技団体DEEPとのコラボレーションが行われた。

2014年
- 5月25日、「OWARI METAL FEST.2014」出演。
- 9月23日、「大冠祭 2014 ～メタル縛り～」出演。

2015年
- 5月2日、LOUDNESSとの共同主催イベント「LOUD∞OUT FEST 2015」開催。
- 10月7日、12thアルバム「GENESIS I」をリリース[9]。「GENESIS I」TOURは翌年2月-3月にかけて行われた。
- 10月10日、LOUD PARK 2015に出演。

2016年
- 3月13日、「"鉄のまち" 東海市　鋼鉄フェスティバル　N.W.O.B.H.M.を検証する！Live&シンポジウム」にて丹下、阿部、安井がUNITEDの大谷慎吾と共に元アイアン・メイデンのポール・ディアノと共演。丹下はライヴ前のシンポジウムにも参加した。
- 5月1日、LOUDNESSとの共同主催イベント「LOUD∞OUT FEST 2016」開催。

2017年
- 2月15日、30周年を記念した作品『XXX BOX』（2CD+DVD+Perfect Book）を発表。それに前後して「Step On It For XXX」と題したコンサートを浜松と四日市にて開催。また「XXX Tour」を東京・新宿LOFTと名古屋・Electric Lady Land[注釈 2]にて開催。
- 30周年を祝した主催イベント"OUTRAGE 30th Anniversary FEST. XXX SPECIAL 『極悪祭 2017』"を7月23日に川崎CLUB CITTA'にて開催。ゲストアクトはDOOM、CASBAH、COCOBAT、ANGEL WITCH。

2021年
- 10月27日、アルバム「THE FINAL DAY」が発売30周年を迎え、2CD＋LIVE DVD仕様の記念盤「RE:prise ～ The Final Day 30th Anniversary」をリリース[10][11]。

2022年
- 1月28日、デビュー35周年記念プロジェクトとして、映画「鋼音色の空の彼方へ」が2022年5月に公開されることを発表[12][13][14][15]。

## ディスコグラフィー

### オリジナル・アルバム
|      | 発売年 | タイトル         | レコード会社           | 備考                                |
| ---- | ------ | ---------------- | ---------------------- | ----------------------------------- |
| 1st  | 1988年 | Black Clouds     | Polydor                |                                     |
| 2nd  | 1989年 | Blind to Reality | Polydor                |                                     |
| 3rd  | 1990年 | The Great Blue   | Polydor                |                                     |
| 4th  | 1991年 | The Final Day    | Polydor                |                                     |
| 5th  | 1993年 | Spit             | East west japan（MMG） |                                     |
| 6th  | 1995年 | Life Until Deaf  | East west japan（MMG） |                                     |
| 7th  | 1997年 | Who We Are       | East west japan（MMG） |                                     |
| 8th  | 2002年 | 24-7             | WARNER INDIES NETWORK  | 3人編成になってから、初のアルバム。 |
| 9th  | 2004年 | Cause for Pause  | Victor Entertainment   |                                     |
| 10th | 2009年 | Outrage          | Victor Entertainment   |                                     |
| 11th | 2013年 | OUTRAGED         | Thunderball 667        |                                     |
| 12th | 2015年 | GENESIS I        | Thunderball 667        |                                     |
| 13th | 2017年 | Raging Out       | Thunderball 667        |                                     |
| 14th | 2020年 | Run Riot         | Thunderball 667        |                                     |

※ミニアルバム「Outrage」とアルバム「Black Clouds」～「Who We Are」の合計8タイトルは、2007年にデジタルリマスターCDとして再発。

### シングル・ミニアルバム
- 1985年 Outrage Demo（2曲収録）
- 1987年 Outrage
- 1991年 Love Song
- 1999年 Painted Black（未発表）
- 2001年 Volume One
- 2002年 Play Loud EP
- 2004年 Deadbeat

### ライブ・アルバム
- 2008年 The Years Of Rage（DVD+CD）
- 2008年 Awakening 2008
- 2010年 LIVE! - RISE AND SHINE

### ベスト・コンピレーション
- 1995年 Days Of Rage 1986-1991（Best Album）
- 1997年 It's Packed!!（Live & EP「Outrage」を収録）
- 2003年 Nagoya Noise Pollution Orchestra（未発表曲・レア曲集）
- 2003年 Live & Rare Vol.1（未発表曲・レア曲集）
- 2007年 Live & Rare Vol.2（未発表曲・レア曲集）
- 2010年 DISCOVERY BOX（5CD+DVD）
- 2017年 XXX BOX（2CD+DVD）
- 2022年 SQUARE,TRIANGLE,CIRCLE & FUTURE

### オムニバス・アルバム
- 1987年 SPEED METAL HELL VOL.3
- 2000年 魂～JAPANESE HEAVY METAL TRIBUTE（DOOMの「I Will Be With You」のカヴァー収録）
- 2002年 Stand Proud! III（タンクの「That's What Dreams Are Made Of」のカヴァー収録）
- 2008年 METAL-IKKA（メタリカの「Fight Fire with Fire」のカヴァー収録）
- 2008年 LOUD PARK '08（Live Album）

### リミックス・アルバム
- 1998年 WE SUCK! YOU SUCK! OUTRAGE RE-MIX

### 映像作品
- 1992年 The Official Bootleg（VHS）
- 1995年 The Official Bootleg II（VHS）
- 2007年 THE CURTAIN OF HISTORY OLD WHORES AND ENCORES（DVD）
- 2011年 SHINE ON TRAVELOGUE OF OUTRAGE（DVD）
- 2018年 11281〜怒〜

### 映画
- シャイン・オン -トラベローグ・オブ・アウトレイジ-
  - 2010年12月18日公開のロックドキュメンタリー映画。

## メディア出演
- HEADBANGERS CLUB (2013年- FM AICHI)
  - 丹下がパーソナリティを担当するラジオ番組。